# Фаузия (певица)
Фаузия (араб. فوزية أويحيى‎, род. 5 июля 2000, Касабланка, Марокко) — канадская певица и автор песен марокканского происхождения.

## Биография
Певица Фаузия родилась в городе Касабланка 5 июля 2000 года. У неё есть старшая сестра Самия. В возрасте пяти лет певица вместе с семьёй переехала в провинцию Манитоба в Канаде. Фаузия свободно говорит на трёх языках: английском, французском и арабском.

## Карьера
В пятнадцать лет Фаузия получила сразу несколько наград на музыкальном конкурсе La Chicane Éléctrique. В том же возрасте она начала выкладывать на YouTube каверы и свои песни. Вскоре на талант певицы обратило внимание букинг-агентство Paradigm Talent Agency.
В 2017 году она была удостоена Гран-при в музыкальном конкурсе Nashville Only Unsigned. В том же году она записала песню с канадским певцом Мэттом Еппом. Песня «The Sound» получила награду в Международном конкурсе сочинения песен. Фаузия также выступала с Виннипегским симфоническим оркестром на праздновании 150-летия Канады в Виннипеге.
у Фаузии есть золотая кнопка YouTube.
7 октября 2022 Фаузия выпустила клип HABIBI (MY LOVE).
у Фаузии проходит тур под названием CITIZENS (Граждане).

## Дискография

### Синглы
- «My Heart’s Grave» (2017)
- «Bad Dreams (Stripped)» (2018)
- «This Mountain» (2018)
- «Exothermic (Piano Version)» (2019)
- «Born Without a Heart» (2019)
- «You Don’t Even Know Me» (2019)
- «Tears Of Gold» (2019)
- «The Road» (2020)
- "Elon" (2020)
- «Wake Me Up When It’s Over» (2020)
- «Secrets» (2020)
- «How It All Works Out» (2020)
- «Minefields» (2020)

### Видеоклипы
| Название                 | Год  |
| ------------------------ | ---- |
| «My Heart’s Grave»       | 2017 |
| «This Mountain»          | 2018 |
| «You Don’t Even Know Me» | 2019 |
| «Tears Of Gold»          | 2019 |
| «The Road»               | 2020 |
| «Wake Me When It’s Over» | 2020 |
| «Secrets»                | 2020 |
| «How It All Works Out»   | 2020 |
| «Hero»                   | 2021 |